# Aeroporto Internazionale di Cracovia-Balice-Giovanni Paolo II
L'Aeroporto Internazionale di Cracovia-Balice Giovanni Paolo II (in polacco: Międzynarodowy Port Lotniczy im. Jana Pawła II Kraków-Balice, IATA: KRK, ICAO: EPKK) è un aeroporto polacco situato nel villaggio di Balice, in comune di Zabierzów, a 11 km a ovest di Cracovia. L'aeroporto è intitolato a Papa Giovanni Paolo II. È il secondo aeroporto più trafficato della Polonia come numero di passeggeri serviti annualmente, dopo l'aeroporto Chopin di Varsavia. Nel 2023, ci hanno transitato oltre 9,4 milioni di passeggeri.

## Sviluppo dagli anni 2000
L'aeroporto è stato nuovamente ammodernato nel 2002 e da allora sono stati creati nuovi collegamenti internazionali. Il 1º marzo 2007 è stato aperto un terminal nazionale (T2). In quel momento era in corso il progetto per la costruzione di un nuovo terminal. Un parcheggio di sette piani di fronte al T1 è diventato pienamente operativo nel maggio 2010.
Il 12 dicembre 2012, la compagnia low-cost irlandese Ryanair ha annunciato che avrebbe aperto la sua seconda base polacca a Cracovia, basando due aeromobili Boeing 737-800 nell'aeroporto, a partire dal 31 marzo 2013.
L'aeroporto gode di una posizione favorevole sulla rete autostradale esistente e di quelle previste in futuro per quest'area della Polonia. Nel 2021, Ryanair ha annunciato un piano di investimenti da 800 milioni di dollari per Cracovia e il suo aeroporto, che dovrebbe portare più di 400 posti di lavoro diretti per piloti, equipaggi di volo e personale di terra, oltre a 3500 posti di lavoro indiretti.
Nel 2023, l'aeroporto ha gestito il transito di oltre 9,4 milioni di passeggeri, diventando il primo aeroporto regionale in Polonia a superare la soglia dei 9 milioni di passeggeri serviti annualmente. Ha collaborato con 25 compagnie aeree tradizionali e low-cost offrendo 161 collegamenti aerei con 123 aeroporti situati in 113 città di 35 Paesi.
Nel 2024, le autorità aeroportuali hanno annunciato un piano per la costruzione di un nuovo terminal per l'aeroporto a causa della capacità non sufficiente del terminal inaugurato nel 2016.

## Traffico
Nel 2005 vi sono stati oltre 1,5 milioni di passeggeri, circa il 95% in più rispetto al 2004. Nel 2006 vi sono stati oltre 2,3 milioni di passeggeri, con un aumento del 50% rispetto al 2005. Il 20 dicembre 2007 l'aeroporto ha raggiunto i tre milioni di passeggeri. Tale incremento è dovuto in gran parte a SkyEurope, il quale aveva un centro operativo, che però è stato chiuso il 28 ottobre 2007.
È stato il 63° aeroporto più trafficato d'Europa nel 2019 e quello che ha registrato il maggior incremento di passeggeri in tutta Europa nel 2019, con un aumento del 24,2% dei passeggeri nel 2019 rispetto al 2018.

## Trasporto via terra
Oltre all'utilizzo della strada con auto private o taxi, ci sono altre opzioni:

### Treno
La linea suburbana SKA1 opera dall'aeroporto a Kraków Główny (stazione centrale) e poi a Wieliczka. Il servizio è ripreso a settembre 2015. Ci vogliono circa 17 minuti per raggiungere il centro città, e altri 20 minuti per Wieliczka (per la Miniera di Sale). Al 2025, la tariffa dall'Aeroporto di Cracovia alla Stazione ferroviaria centrale della città ha un costo di 17 złoty, mentre il tragitto dall'aeroporto alla Miniera di sale di Wieliczka costa PLN 21 złoty. I biglietti di questi servizi si possono acquistare in tre modi: tramite biglietteria automatica nel terminal passeggeri dell'aeroporto (al piano 0), oppure presso biglietteria automatica della stazione ferroviaria, oppure ancora tramite acquistandoli dal capotreno a bordo (il pagamento può essere effettuato sia in contanti, che con carta di credito/debito).

### Bus
L'aeroporto di Cracovia è servito da tre linee di autobus regolari: 209 e 300 e una linea notturna: 902. Essi collegano l'aeroporto con la stazione ferroviaria e degli autobus di Cracovia Centrale (Kraków Główny) e il Centro Congressi ICE.